# غضبان (جهاد)
غضبان (بالفارسية: غضبان) هي قرية تقع في إيران في قسم جهاد الريفي. يقدر عدد سكانها بـ 197 نسمة بحسب إحصاء 2016.